# Vannes OC
Câu lạc bộ Vannes Olympique (tiếng Breton: Gwened Olimpek Klub; thường được gọi đơn giản là Vannes) là một câu lạc bộ bóng đá Pháp có trụ sở tại Vannes. Câu lạc bộ được thành lập vào năm 1998 do sự hợp nhất của Véloce vannetais thành lập năm 1911 và FC Vannes được biết đến trước năm 1991 với tên UCK Vannes thành lập năm 1946. Vannes chơi các trận đấu trên sân nhà tại Stade de la Rabine nằm trong thành phố. Đội được quản lý bởi Thierry Froger và được chỉ huy bởi thủ môn Antoine Petit.
Mặc dù được hình thành vào cuối những năm 1990, Vannes đã phát triển để trở thành một câu lạc bộ bóng đá vững chắc. Trong mùa giải đầu tiên của câu lạc bộ của sự tồn tại, nó đã giành được Division d'Honneur của Brittany khu vực. Gần một thập kỷ sau, câu lạc bộ đã chiến thắng Championnat National, bộ phận thứ ba của bóng đá Pháp để lên ngôi tại Ligue 2. Trong các cuộc thi cúp, Vannes bất ngờ lọt vào trận chung kết của mùa giải 2008-09 của Coupe de la Ligue, trong lần đầu tiên câu lạc bộ tham gia giải đấu. Đội đã đánh bại các câu lạc bộ Ligue 1 Nice và Auxerre trên đường đến trận chung kết, nơi Vannes thua trận trước Bordeaux.
Câu lạc bộ vẫn ở Ligue 2 trong ba mùa, nhưng đã xuống hạng vào năm 2012 và không thể trở lại, và bị tuyên bố phá sản vào năm 2014. Đội đã trở lại ở Brittany Region Supérieure Elite (tương đương với cấp độ thứ bảy của bóng đá ở Pháp) theo lệnh của FFF.
Hai lần thăng hạng liên tiếp đã đưa câu lạc bộ trở lại CFA 2 cho mùa 2016-17.

## Danh hiệu
- Championat National 
  - Vô địch (1): 2008
- Championnat de France amateur 
  - Vô địch (1): 2004
- Division d'Honneur (Brittany)
  - Vô địch (2): 1998, 2016
- Division Supérieure Elite (Brittany)
  - Vô địch (1): 2015
- Coupe de la Ligue
  - Á quân (1): 2009